# Ratpenat d'espasa de Fernández
El ratpenat d'espasa de Fernández (Lonchorhina fernandezi) és una espècie de ratpenat endèmica de Veneçuela i es troba amenaçat per la desaparició del seu hàbitat natural.